# Quatrième Internationale - Secrétariat unifié
 (juin 2018).

Logo de la Quatrième Internationale.

Le Secrétariat unifié (SU) de la Quatrième Internationale est fondé en 1963 à la suite de la réunification des deux principaux courants trotskistes : le Secrétariat international de la Quatrième Internationale (SIQI) et une partie du Comité international de la Quatrième Internationale (CIQI).
Le « Secrétariat unifié » est alors l'organisme dirigeant de la Quatrième Internationale de 1963 à 2003, date à laquelle il est remplacé par le « Bureau exécutif » et un « Comité international » la référence à la réunification étant devenue très datée.

## Aperçu historique
Le « Secrétariat international de la Quatrième Internationale » (QISI) était l'organisme dirigeant initialement la Quatrième Internationale, fondée en 1938 par Léon Trotsky. En 1953, en désaccord avec la ligne entriste du QISI, de nombreux dirigeants de l'Internationale, soutenus par la majorité des sections anglaises, américaines (Socialist Workers Party), australiennes, chinoises, françaises, néo-zélandaises, suisses... s'organisent contre la tactique d'entrisme dans les Partis socialistes et communistes préconisée par Michalis Raptis, dit Pablo, un dirigeant central de l'Internationale. Ces désaccords entre les tenants et les opposants de l'entrisme reposent essentiellement sur la façon de construire des partis révolutionnaires, et comment y parvenir. Finalement, ces tensions récurrentes mènent à la scission des sections rejetant l'entrisme, qui forment alors le « Comité international de la Quatrième Internationale » (QICI) en novembre 1953.
Au cours des dix années suivantes, les majorités des deux fractions développent cependant des approches assez similaires sur une grande partie des problèmes internationaux : l'opposition au stalinisme lors des insurrections polonaise et hongroise de 1956, le soutien à la révolution cubaine en 1959 ou encore à l'indépendance pendant la guerre d'Algérie. Au même moment, de larges pans du QISI renoncent à l'orientation « pabliste » à propos des partis communistes. En 1960, des sections du QISI et du QICI se réunifient au Chili, en Inde et au Japon. En 1962, il est décidé que les convergences politiques entre les majorités des deux fractions sont assez fortes pour que QISI et QICI établissent une commission paritaire en vue de la préparation d'un Congrès mondial commun. Un congrès qui a pour but de réunifier la Quatrième Internationale.
Quelques groupes des deux côtés ne soutiennent pourtant pas ce mouvement de réunification. Dans les rangs du QISI, on retrouve essentiellement Juan Posadas : pour le dirigeant du secrétariat latino-américain et son groupe, la « révolution coloniale » et le soutien actif voire militaire au processus de décolonisation doivent être la priorité de l'Internationale, alors que la majorité du QISI pense au contraire qu'il faut d'abord intensifier les activités en Europe. On retrouve le même problème dans le QICI. En 1961, des tensions apparaissent en France dans le Parti communiste internationaliste (PCI) et en Grande-Bretagne au sein de la Socialist Labour League (SLL) : les deux organisations soutiennent qu'un État ouvrier ne s'est pas créé à Cuba, se mettant ainsi en opposition directe avec le SWP américain et d'autres sections internationales du QICI. En 1963, ces tensions mènent à la scission organisationnelle entre, d'un côté, les sections australienne, chinoise, néo-zélandaise et le SWP américain qui tiennent congrès et votent pour prendre part au congrès de réunification, et, de l'autre, Pierre Boussel dit Lambert (PCI) et Gerry Healy (SLL) qui appellent à une « Conférence Internationale des Trotskistes » afin de continuer le travail du QICI de façon autonome.

## Septième Congrès mondial: la réunification
En juin 1963 se tient à Rome le Congrès de réunification, le septième, qui représente une grande majorité des trotskistes du monde. Parmi le QISI et le QICI, seuls le PCI, la SLL et les défenseurs de Posadas refusent d'y participer. Le congrès décide, entre autres choses, d'élire une nouvelle équipe dirigeante incluant Ernest Mandel, Pierre Frank, Livio Maitan et Joseph Hansen.
Le congrès adopte également une résolution stratégique rédigée par Mandel et Hansen, « Les dynamiques de la Révolution mondiale aujourd'hui », qui deviendra un document de référence pour le Secrétariat unifié dans la décennie suivante. Ce texte explique que « les trois principales formes de révolutions dans le monde — la révolution anticolonialiste, la révolution politique dans les États ouvriers dégénérés et la révolution prolétarienne dans les pays impérialistes — forment une unité dialectique. Chaque forme influence les autres et reçoit en retour de puissantes impulsions ou freins sur son propre développement. » Réfléchissant sur la révolution cubaine, qui s'est produite sans parti révolutionnaire, il conclut que « la faiblesse de l'ennemi dans les pays en voie de développement a permis d'arriver au pouvoir avec une arme émoussée. » Ce point de vue sera renforcé l'année suivante à travers une résolution du Secrétariat unifié intitulée « La nature du gouvernement algérien ».
Le Congrès de réunification adopte aussi une résolution sur « Le conflit sino-soviétique et la situation en URSS et les autres États ouvriers ». La résolution remarque le pouvoir déclinant du Kremlin aussi bien à l'intérieur des Partis communistes que dans les mouvements anti-impérialistes comme ceux de Cuba ou d'Algérie. Elle explique par ailleurs que la « déstalinisation » n'est qu'une libéralisation de façade du système soviétique, permettant à la bureaucratie de se maintenir. La rupture entre la Chine populaire et l'URSS reflète « les différents besoins des bureaucraties dirigées par les puissances en présence (...). La recherche d'accords et par-dessus tout d'un accord global avec l'impérialisme de la part de la bureaucratie soviétique entre en contradiction avec la recherche par les dirigeants chinois de plus d'aide et de meilleures défenses contre la forte pression de l'impérialisme ». La tendance menée par Pablo tire au contraire des conclusions beaucoup plus optimistes sur la déstalinisation. Elle présente ainsi une contre-résolution, qui ne gagne l'appui que d'une petite minorité. Cette tendance mineure quittera l'Internationale un an plus tard, sur le motif que Pablo aurait été intentionnellement évincé[réf. nécessaire].

## Opportunisme et scissions
D'autres groupes se réclamant du trotskisme jugent l'Internationale « opportuniste ». Une des raisons principales à cette critique est la participation en 40 ans de deux sections, par la suite exclues de l'Internationale pour cela, dans des gouvernements qui incluent des partis capitalistes bourgeois.
Ce sont les gouvernements dirigés par le Parti des travailleurs de Lula au Brésil et la coalition de 1964 au Sri Lanka entre le Sri Lanka Freedom Party (SLFP) et le Lanka Sama Samaja Party (LSSP, section de l'Internationale).
Au Brésil, l'Internationale doutait fortement sur la décision d'un dirigeant de sa section brésilienne de participer dans le gouvernement de Lula, expliquant peu après qu'il « existait d'emblée des évaluations diverses, dans l’Internationale comme parmi vous. Mais, une fois la décision de participation prise par Democracia Socialista (DS), sans masquer nos réserves et nos doutes, nous avons respecté son choix et cherché à aider plutôt qu’à mettre des bâtons dans les roues. Ainsi, nous nous sommes efforcés de convaincre les camarades de nos propres sections, que la question de la participation gouvernementale devait être logiquement subordonnée à l’appréciation des orientations gouvernementales. Malheureusement, il n’y avait guère de suspens en la matière. En tout cas, il n’a guère duré : la nomination de Meirelles et de Palocci, et les premières mesures ont très vite annoncé la couleur ».
Avec le temps, l'Internationale devient encore plus critique sur le rôle de sa section dans le gouvernement brésilien : « Les secteurs [de la gauche au sein du PT] tentent de mobiliser leurs bases en vue du prochain congrès du parti en décembre et comptent prendre activement part à la campagne électorale du PT en 2006. Mais le prix à payer pour rester au PT dans ces conditions est lourd : soutenir le gouvernement, appartenir au même parti que des dirigeants accusés de corruption, être solidaire d’une des politiques néolibérales les plus importantes d’Amérique latine. […] Comment, alors, se revendiquer de positions anticapitalistes et soutenir Lula… alors qu’il y aura une candidate Heloísa Helena (ndt : membre du PsoL, faisant partie du courant de la nouvelle section de la Quatrième Internationale au Brésil) qui défendra une série de positions radicales contre le capitalisme libéral ? Comment appuyer Lula contre Heloísa pour des centaines de militants de la DS ? ». Depuis 2005, tous les liens avec l'Internationale ont été rompus par Democracia Socialista, qui n'est plus dès lors considérée comme sa section brésilienne. Une partie de Democracia Socialista, opposée à la participation dans le gouvernement, a fait scission et participe au Parti du socialisme et de la liberté (PSoL) en tant que courant et section reconnue de la Quatrième Internationale[réf. nécessaire].
En 1964 la direction du LSSP abandonne son rôle d'opposition de longue date pour rejoindre la coalition du Sri Lanka Freedom Party (SLFP), complétant ainsi son renversement politique. Depuis 1960 l'Internationale condamne fortement le LSSP pour son soutien politique au SFLP. En 1964, l'Internationale est opposée à l'entrée du LSSP dans un gouvernement de coalition, Pierre Frank explique cette position du Secrétariat unifié à la conférence du LSSP en juin 1964. L'Internationale coupe toute relation avec le LSSP par la suite. Une scission a lieu dans ce parti comportant un quart des militants et menée par Bala Tampoe, un dirigeant syndicaliste, et 14 membres du comité central du LSSP, tous opposés à la participation gouvernementale. Tampoe et les autres dissidents créent le Lanka Sama Samaja Party (Revolutionary) (LSSP-R), qui devient la nouvelle section de l'Internationale au Sri Lanka; en 1977 le LSSP-R devient Nava Sama Samaja [réf. nécessaire].

## L'Internationale aujourd'hui
Les organisations suivantes sont citées par la Quatrième Internationale comme sections, journaux, organisations sympathisantes, organisations comptant des membres de la QI, ou encore organisations avec le statut d’observatrices permanentes.

### Sections
| Pays           | Parti/Organisation |
| -------------- | --- |
| Afrique du Sud | Amandla! |
| Algérie        | Parti socialiste des travailleurs                                                                                       |
| Allemagne      | Internationale sozialistische Organisation (ISO)                                                                        |
| Autriche       | Sozialistische Alternative                                                                                              |
| Bangladesh     | Parti communiste du Bangladesh (marxiste–léniniste)                                                                     |
| Belgique       | Gauche Anticapitaliste/Socialistische Arbeiderspartij (GA/SAP)                                                          |
| Brésil         | Tendances Insurgência, Subverta, Comuna et Movimento de Esquerda Socialista (MES) du Parti socialisme et liberté (PSOL) |
| Catalogne      | Revolta Global – Esquerra Anticapitalista                                                                               |
| Corse          | A manca |
| Danemark       | Socialistisk ArbejderPolitik (SAP)                                                                                      |
| Espagne        | Anticapitalistas |
| Grèce          | Organosi Kommouniston Diethniston Ellados-Spartakos (OKDE-Spartakos)                                                    |
| Inde           | Communist League (4rth International)                                                                                   |
| Italie         | Sinistra anticapitalista                                                                                                |
| Italie         | Réseau Communia |
| Mexique        | Partido Revolucionario de los Trabajadores                                                                              |
| Maroc          | Al Mounadila |
| Pays-Bas       | Socialistische Alternatieve Politiek (SAP)                                                                              |
| Philippines    | Rebolusyonaryong Partido ng Manggagawa – Mindanao                                                                       |
| Portugal       | Associação Política Socialista Revolucionária (APSR) (Edições Combate)                                                  |
| Porto Rico     | Taller de Formación Política (TFP)                                                                                      |
| Québec         | Gauche socialiste |
| Royaume-Uni    | Socialist Resistance (SR)                                                                                               |
| Russie         | Mouvement socialiste russe (anciennement membre de la Ligue socialiste Vpered)                                          |
| Sri Lanka      | Nava Sama Samaja Pakshaya (NSSP)                                                                                        |
| Suède          | Socialistisk Politik (SP)                                                                                               |
| Turquie        | Sosyalist Demokrasi icin Yeniyol                                                                                        |

### Organisations avec un statut d’observatrices permanentes
Les organisations qui partagent les perspectives de lutte de la Quatrième Internationale, mais ne souhaitent pas la rejoindre, peuvent obtenir le statut d’ « observatrices permanentes ». Il leur permet de participer aux réunions des instances dirigeantes de l’Internationale, mais sans droit de vote.
| Pays      | Parti                                                     |
| --------- | --------------------------------------------------------- |
| Australie | Socialist Alternative (SAlt)                              |
| Croatie   | Radnicka Borba                                            |
| France    | Nouveau Parti anticapitaliste - L'Anticapitaliste (NPA-A) |
| Grèce     | Kokkino                                                   |
| Inde      | Radical Socialists                                        |
| Indonésie | Politik Rakyat                                            |
| Suisse    | Mouvement pour le Socialisme                              |
| Suisse    | solidaritéS                                               |

### Organisations dont des courants ou des membres soutiennent ou sont membres de la Quatrième Internationale
| Pays     | Parti                                                                                      |
| -------- | ------------------------------------------------------------------------------------------ |
| Brésil   | Parti socialisme et liberté (PSOL)                                                         |
| Danemark | Alliance rouge et verte (Enhedslisten – De Rød-Grønne)                                     |
| Écosse   | Parti socialiste écossais                                                                  |
| France   | Ensemble !, Gauche écosocialiste, Nouveau Parti Anticapitaliste - Révolutionnaires (NPA-R) |
| Liban    | Forum Socialiste                                                                           |
| Portugal | Bloc de gauche (Bloco de Esquerda, BE)                                                     |

### Organisations sympathisantes (dont d’ex-membres)
| Pays        | Parti                                  |
| ----------- | -------------------------------------- |
| Argentine   | Democracia Socialista (DS)             |
| États-Unis  | Socialist Action                       |
| États-Unis  | Socialist Resurgence                   |
| États-Unis  | Solidarity                             |
| Irlande     | Socialist Democracy (en)               |
| Japon (ICI) | Nihon Kakumeiteki Kyôsanshugisha Dômei |